# New York Knicks 1971-1972
La stagione 1971-72 dei New York Knicks fu la 23ª nella NBA per la franchigia.
I New York Knicks arrivarono secondi nella Atlantic Division della Eastern Conference con un record di 48-34. Nei play-off vinsero la semifinale di conference con i Baltimore Bullets (4-2), la finale di conference con i Boston Celtics (4-1), perdendo poi la finale NBA con i Los Angeles Lakers (4-1).

## Eastern Conference
| Squadra            | V  | P  | %    | GB |
| ------------------ | -- | -- | ---- | -- |
| Boston Celtics     | 56 | 26 | 68,3 | -  |
| N.Y. Knicks        | 48 | 34 | 58,5 | 8  |
| Philadelphia 76ers | 30 | 52 | 36,6 | 26 |
| Buffalo Braves     | 22 | 60 | 26,8 | 34 |

## Roster
| \| Pos. \| Num. \| Naz. \| Nome \| Altezza \| Peso \| Data nascita \| Provenienza \| \| ---- \| ----- \| ---- \| ----------------- \| ------- \| ------ \| ------------ \| ------------------- \| \| G/AP \| 12 \| \| Barnett, Dick \| 193 cm \| 86 kg \| 02-10-1936 \| Tennessee State \| \| G/AP \| 24 \| \| Bradley, Bill \| 196 cm \| 93 kg \| 28-07-1943 \| Princeton \| \| G/AP \| 22 \| \| DeBusschere, Dave \| 198 cm \| 100 kg \| 16-10-1940 \| Detroit-Mercy \| \| C \| 34 \| \| Fillmore, Greg \| 216 cm \| 109 kg \| 07-03-1947 \| Cheyney \| \| G \| 10 \| \| Frazier, Walt \| 193 cm \| 91 kg \| 29-03-1945 \| Southern Illinois \| \| A/C \| 18 \| \| Jackson, Phil \| 203 cm \| 100 kg \| 17-09-1945 \| North Dakota \| \| A/C \| 32 \| \| Lucas, Jerry \| 203 cm \| 104 kg \| 30-03-1940 \| Ohio State \| \| A/C \| 26 \| \| Mast, Eddie \| 206 cm \| 100 kg \| 03-10-1948 \| Temple \| \| G \| 7 \| \| Meminger, Dean \| 183 cm \| 79 kg \| 13-05-1948 \| Marquette \| \| G/AP \| 42 \| \| Miles, Eddie \| 193 cm \| 88 kg \| 05-07-1940 \| Seattle \| \| G \| 15-33 \| \| Monroe, Earl \| 191 cm \| 84 kg \| 21-11-1944 \| Winston-Salem State \| \| A/C \| 16 \| \| Paulk, Charlie \| 203 cm \| 99 kg \| 14-06-1946 \| Northeastern State \| \| A \| 5 \| \| Price, Mike \| 191 cm \| 91 kg \| 11-09-1948 \| Illinois Fighting \| \| C \| 23-43 \| \| Rackley, Luther \| 208 cm \| 100 kg \| 11-06-1946 \| Xavier \| \| A/C \| 19 \| \| Reed, Willis \| 206 cm \| 107 kg \| 25-06-1942 \| Grambling State \| \| G/AP \| 6 \| \| Riordan, Mike \| 193 cm \| 91 kg \| 09-07-1945 \| Providence Friars \| \| A/C \| 9 \| \| Stallworth, Dave \| 201 cm \| 91 kg \| 20-12-1941 \| Washington State \| | Allenatore - Red Holzman Assistente/i - Dick McGuire Legenda - (C) Capitano - (FA) Free agent - (S) Sospeso - (TW) Contratto Two-way - (GL) Assegnato a squadra G League affiliata - Infortunato Roster • Transazioni · Ultima transazione: 8 giugno 1972 |                        |                   |         |        |              |                     |
| Pos. | Num. | Naz.                   | Nome              | Altezza | Peso   | Data nascita | Provenienza         |
| G/AP | 12 | Stati Uniti (bandiera) | Barnett, Dick     | 193 cm  | 86 kg  | 02-10-1936   | Tennessee State     |
| G/AP | 24 | Stati Uniti (bandiera) | Bradley, Bill     | 196 cm  | 93 kg  | 28-07-1943   | Princeton           |
| G/AP | 22 | Stati Uniti (bandiera) | DeBusschere, Dave | 198 cm  | 100 kg | 16-10-1940   | Detroit-Mercy       |
| C | 34 | Stati Uniti (bandiera) | Fillmore, Greg    | 216 cm  | 109 kg | 07-03-1947   | Cheyney             |
| G | 10 | Stati Uniti (bandiera) | Frazier, Walt     | 193 cm  | 91 kg  | 29-03-1945   | Southern Illinois   |
| A/C | 18 | Stati Uniti (bandiera) | Jackson, Phil     | 203 cm  | 100 kg | 17-09-1945   | North Dakota        |
| A/C | 32 | Stati Uniti (bandiera) | Lucas, Jerry      | 203 cm  | 104 kg | 30-03-1940   | Ohio State          |
| A/C | 26 | Stati Uniti (bandiera) | Mast, Eddie       | 206 cm  | 100 kg | 03-10-1948   | Temple              |
| G | 7 | Stati Uniti (bandiera) | Meminger, Dean    | 183 cm  | 79 kg  | 13-05-1948   | Marquette           |
| G/AP | 42 | Stati Uniti (bandiera) | Miles, Eddie      | 193 cm  | 88 kg  | 05-07-1940   | Seattle             |
| G | 15-33 | Stati Uniti (bandiera) | Monroe, Earl      | 191 cm  | 84 kg  | 21-11-1944   | Winston-Salem State |
| A/C | 16 | Stati Uniti (bandiera) | Paulk, Charlie    | 203 cm  | 99 kg  | 14-06-1946   | Northeastern State  |
| A | 5 | Stati Uniti (bandiera) | Price, Mike       | 191 cm  | 91 kg  | 11-09-1948   | Illinois Fighting   |
| C | 23-43 | Stati Uniti (bandiera) | Rackley, Luther   | 208 cm  | 100 kg | 11-06-1946   | Xavier              |
| A/C | 19 | Stati Uniti (bandiera) | Reed, Willis      | 206 cm  | 107 kg | 25-06-1942   | Grambling State     |
| G/AP | 6 | Stati Uniti (bandiera) | Riordan, Mike     | 193 cm  | 91 kg  | 09-07-1945   | Providence Friars   |
| A/C | 9 | Stati Uniti (bandiera) | Stallworth, Dave  | 201 cm  | 91 kg  | 20-12-1941   | Washington State    |